# Ernst Heinrich Peterson
Ernst Heinrich Wilhelm Franz Peterson (ur. 1843 w Grudziądzu, zm. 1905 na Okolu) – przemysłowiec, właściciel cegielni w Bydgoszczy.

## Życiorys
Urodził się 30 lipca 1843 w Grudziądzu. Był synem Friedricha Wilhelma Alexa Franza Petersona, superintendenta grudziądzkiej Intendentury i Adelheid Louise Charlotte z domu Bischoff. Był także wnukiem inspektora Kanału Bydgoskiego Ernsta Conrada Petersona. W 1843 r. przeprowadził się z rodzicami do Bydgoszczy. W 1869 r. przejął majątek po ojcu: trzy cegielnie odziedziczone jeszcze po Conradzie Petersonie, a także młyn wodny na Czyżkówku będący dotąd w posiadaniu jego wuja Wilhelma.

### Działalność gospodarcza
Ernst Heinrich Peterson był zdolnym przedsiębiorcą, który znacznie zmodernizował i rozwinął odziedziczone zakłady. W 1871 r. zmodernizował cegielnię na Okolu instalując w zakładzie piec pierścieniowy, który pozwolił na wypalanie cegieł w procesie ciągłym. Równocześnie zamknął cegielnie: przy śluzie miejskiej oraz na Żupach. Gdy wyczerpały się pokłady gliny na Okolu, transportowano ją Brdą z Czyżkówka na specjalnych promach.
Wzorem ojca uczestniczył w wystawach przemysłowych. Był członkiem komitetu organizacyjnego prowincjalnej wystawy przemysłowej w Bydgoszczy, która odbyła się od 15 maja do 15 sierpnia 1880 r. Wystawił swoje wyroby w dużym asortymencie: od zwykłych cegieł murarskich do dachówek i pustaków. Nowością były wówczas ceglane rury drenarskie. Jego firma stale się rozwijała korzystając z dogodnego położenia nad Brdą oraz fabrycznej bocznicy łączącej zakład z regularnymi liniami kolejowymi. Na początku XX wieku cegielnia zatrudniała od 80 do 100 robotników. Produkcja roczna wynosiła blisko 5 mln cegieł różnorodnego typu, w tym dziurawki, klinkierówki, cegły licowe oraz typ cegieł wyrabiany częściowo ręcznie, używany do budowy kościołów.
W jego posiadaniu były także dwa stare młyny wodne na Czyżkówku. W górnym młynie odbywała się produkcja papieru (do 1860 r.), dolny zaś służył do przemiału zboża. Po 1901 r. młyny zagospodarował i odbudował jego syn Julius Otto Franz, który m.in. na miejscu papierni wzniósł spichlerze.

### Działalność społeczna i charytatywna
Około 1890 założył na gruntach swego majątku na Czyżkówku, pierwszą w Bydgoszczy kolonię domków robotniczych.
Z biegiem lat stanęły na nim 24 domki. Każdy z nich miał 3 izby mieszkalne, kuchnię i korytarz. W domkach tych mieszkali robotnicy cegielni, drobni rzemieślnicy i kolejarze.
Wspomagał także finansowo działającą na Okolu od 1898 r. lokalną organizację Vaterländischer Frauenverein, której długoletnią prezeską była jego żona oraz misję i przedszkole prowadzone przez diakoniski. Był także członkiem Towarzystwa Upiększania Miasta i Towarzystwa Historycznego Obwodu Nadnoteckiego w Bydgoszczy. Na łamach Rocznika tego towarzystwa w 1899 r. opublikował fragmenty dziennika, który prowadził jego dziadek, budowniczy Kanału Bydgoskiego.
Zmarł 21 lutego 1905 r. na Okolu, wówczas podbydgoskiej gminie. Od 1876 był żonaty z Johanna Marią Heleną z domu von Grabowska. Miał trzech synów i córkę.

## Upamiętnienie
W 2012 r. w wyniku konkursu, nazwano jego imieniem jedną z ulic na terenie Bydgoskiego Parku Przemysłowo-Technologicznego.